# Haut-médoc
Pour les articles homonymes, voir Médoc (homonymie).
Le haut-médoc est un vin rouge français d'appellation d'origine contrôlée produit sur la moitié sud du vignoble du Médoc (tandis que l'appellation médoc couvre la moitié nord), une des subdivisions du vignoble de Bordeaux.
Il s'agit d'une appellation régionale, avec six appellations communales enclavées dans son aire d'appellation : saint-estèphe, pauillac, saint-julien, moulis-en-médoc, listrac-médoc et margaux. En 2000-2010, l'AOC haut-médoc couvrait une superficie de 4 600 ha pour une production moyenne de 255 000 hl, soit un rendement moyen de 55 hl/ha.

## Historique
Le défrichement et la mise en valeur du Médoc ne datent que des XVIe et XVIIe siècles. Les vins de cette région se font progressivement connaitre et leur renommée franchit les frontières.
L'appellation est reconnue officiellement par le décret du 14 novembre 1936, dont le cahier des charges a été dernièrement mis à jour en décembre 2011, puis en août 2015, en novembre 2017, en novembre 2018, en novembre 2021, en octobre 2022 et en août 2025.

### Étymologie
Plusieurs hypothèses ont été avancées pour expliquer l'origine du nom « Médoc » :
- un dérivé de l'expression « Meduli litus »[11] dont le sens pourrait être « entre les deux bords » (de mer)[N 3] ;
- un dérivé de l'expression In medio aquæ, signifiant « au milieu des eaux »[12] ;
- une altération de pagus Medullicus (« pays médullique »), se référant à une possible occupation de la péninsule par une branche du peuple montagnard des Médulles lors de l'âge du fer.

## Situation géographique
Le haut-médoc est produit en France, dans la région Aquitaine, plus précisément dans le département de la Gironde sur une aire de production couvrant vingt-neuf communes au nord de Bordeaux.

### Géologie et orographie

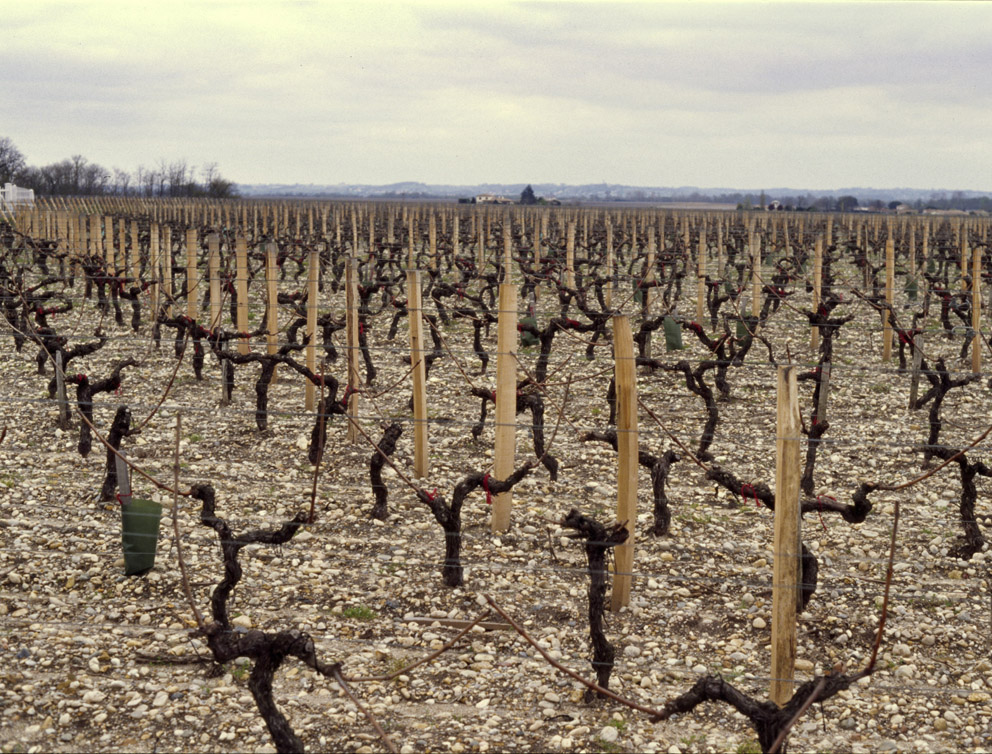
Vignes plantées sur un sol de graves, à Moulis-en-Médoc.

Les sols sont principalement composés de graves, c'est-à-dire un mélange de graviers et de sables, avec des nuances étant donné l'étendue de l'aire d'appellation et la présence d'un sous-sol argilo-calcaire affleurant très marginalement. Les différentes graves se sont déposées en bandes parallèles à la rive de l'estuaire mais sont découpées perpendiculairement depuis la dernière glaciation : les vignes sont principalement installées sur ces croupes bien drainées.
Au nord, sur quelques petites parties des communes de Vertheuil, de Saint-Sauveur, de Cissac-Médoc et de Saint-Laurent-Médoc, des calcaires argileux et des marnes de l'Oligocène affleurent. Au nord de Vertheuil se trouvent des calcaires et des grès (exploités pour la construction et l'empierrement) de l'Éocène supérieur. Les marnes et calcaires de l'Éocène moyen et supérieur affleurent sur la majorité de la commune de Listrac-Médoc ainsi que sur une partie de celles de Moulis-en-Médoc et de Avensan, à l'est de la D 1215 (ex-RN 215).
Partout ailleurs sur l'aire de l'appellation, ces formations sont recouvertes à l'est par un vaste épandage de graviers et de galets plus ou moins cimentés par des sables argileux gris (appelé « formation de Méric ») datant du Würm, à l'ouest par une couche sableuse (appelé « formation de Dépé ») du Riss. La partie sud de la commune de Saint-Laurent-Médoc est recouverte en plus d'une couche de sables éoliens, tellement épais par endroits que des édifices dunaires remaniés sont décelables.
Les fonds de vallons (occupés par les jalles ou les esteys) et les bords de l'estuaire sont remplis par des sables argileux d'origines fluviatile et colluvionnaire, mêlés à des graviers, datant du Flandrien et de l'Holocène, auxquels se rajoute à l'extrémité sud (Macau, Ludon-Médoc et Parempuyre) la formation dite des « argiles de Mattes », composée d'argiles tourbeuses rappelant qu'il s'agit d'anciens marais (les palus). Ces parcelles sont impropres à une viticulture de qualité,.

### Climatologie
Le climat est tempéré de type océanique.
La station météo de Bordeaux (à 47 mètres d'altitude) se trouve juste au sud de l'aire d'appellation. Ses valeurs climatiques de 1961 à 1990 sont :
| Mois                              | jan.  | fév. | mars | avril | mai  | juin | jui. | août | sep. | oct. | nov. | déc. | année |
| --------------------------------- | ----- | ---- | ---- | ----- | ---- | ---- | ---- | ---- | ---- | ---- | ---- | ---- | ----- |
| Température minimale moyenne (°C) | 2,3   | 3,1  | 3,9  | 6,3   | 9,5  | 12,4 | 14,4 | 14,2 | 12,2 | 9,1  | 5,1  | 2,9  | 7,9   |
| Température moyenne (°C)          | 5,8   | 7,1  | 8,8  | 11,3  | 14,6 | 17,8 | 20,2 | 19,9 | 17,9 | 14   | 9,1  | 6,4  | 12,8  |
| Température maximale moyenne (°C) | 9,4   | 11,2 | 13,7 | 16,3  | 19,7 | 23,2 | 26,1 | 25,6 | 23,7 | 18,9 | 13,1 | 9,9  | 17,6  |
| Ensoleillement (h)                | 86    | 109  | 162  | 190   | 211  | 242  | 276  | 249  | 207  | 165  | 103  | 83   | 2 084 |
| Précipitations (mm)               | 100,4 | 85,5 | 76,4 | 72,2  | 77,3 | 56,2 | 46,5 | 54,2 | 73,9 | 87,6 | 94,1 | 98,7 | 923,1 |

## Vignoble

Carte des vignobles du Médoc (au nord) et des Graves (au sud) de part et d'autre de l'agglomération bordelaise, montrant les aires d'appellation. Celle du haut-médoc apparait en violet, comprenant aussi les différentes appellations communales.

L'aire de production de l'appellation haut-médoc couvre 4 600 hectares, c'est la deuxième appellation en termes de surface du vignoble du Médoc (après le médoc). Elle est bordée au nord par le Bas-Médoc, à l'est par l'estuaire de la Gironde, au sud par l'agglomération de Bordeaux et à l'ouest par la forêt des Landes.

### Présentation
La récolte des raisins, la vinification, l'élaboration et l'élevage des vins sont assurés sur le territoire des 28 communes suivantes du département de la Gironde : Arcins, Arsac, Avensan, Blanquefort, Castelnau-de-Médoc, Cissac-Médoc, Cussac-Fort-Médoc, Labarde, Lamarque, Listrac-Médoc, Ludon-Médoc, Macau, Margaux-Cantenac, Moulis-en-Médoc, Parempuyre, Pauillac, Le Pian-Médoc, Saint-Aubin-de-Médoc, Saint-Estèphe, Saint-Julien-Beychevelle, Saint-Laurent-Médoc, Saint-Médard-en-Jalles, Saint-Sauveur, Saint-Seurin-de-Cadourne, Sainte-Hélène, Soussans, Le Taillan-Médoc et Vertheuil.
Cette aire est incluse dans celle de l'appellation médoc ; elle recouvre celles du saint-estèphe, du pauillac, du saint-julien, du listrac-médoc, du moulis et du margaux.

### Encépagement
Les cépages autorisés par le cahier des charges de l'appellation sont le cabernet franc N, le cabernet sauvignon N, le carménère N, le côt N (appelé aussi le malbec), le merlot N, et le petit verdot N.
Les cépages les plus plantés sont d'abord le cabernet sauvignon N, très majoritaire dans le vignoble du Médoc (de 30 à 85 % selon les propriétés), suivi par le merlot N ; ils sont accompagnés plus marginalement par le cabernet franc N, le petit verdot N et le côt N. Le cabernet sauvignon N est de maturité tardive, il résiste bien à la pourriture grise grâce à sa peau épaisse. Le merlot N et le cabernet franc N mûrissent plus tôt.
Depuis 2022 (en réponse au changement climatique), sont autorisés, dans la limite de 5 %, l'arinarnoa N (un croisement tannat × cabernet sauvignon), le castets N, le marselan N (cabernet sauvignon × grenache) et le touriga nacional N.

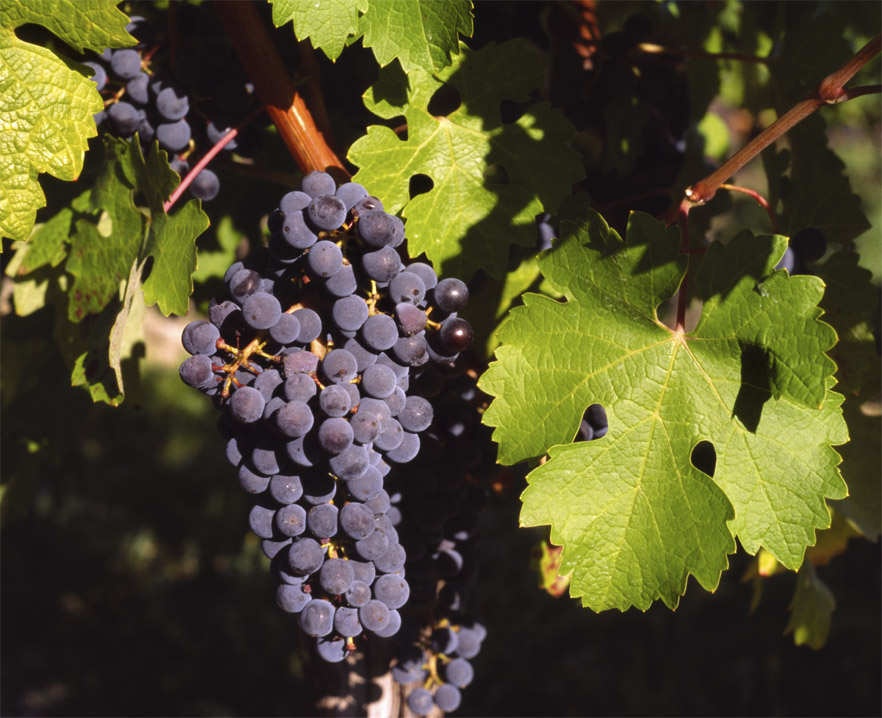
Grappe de cabernet sauvignon N.
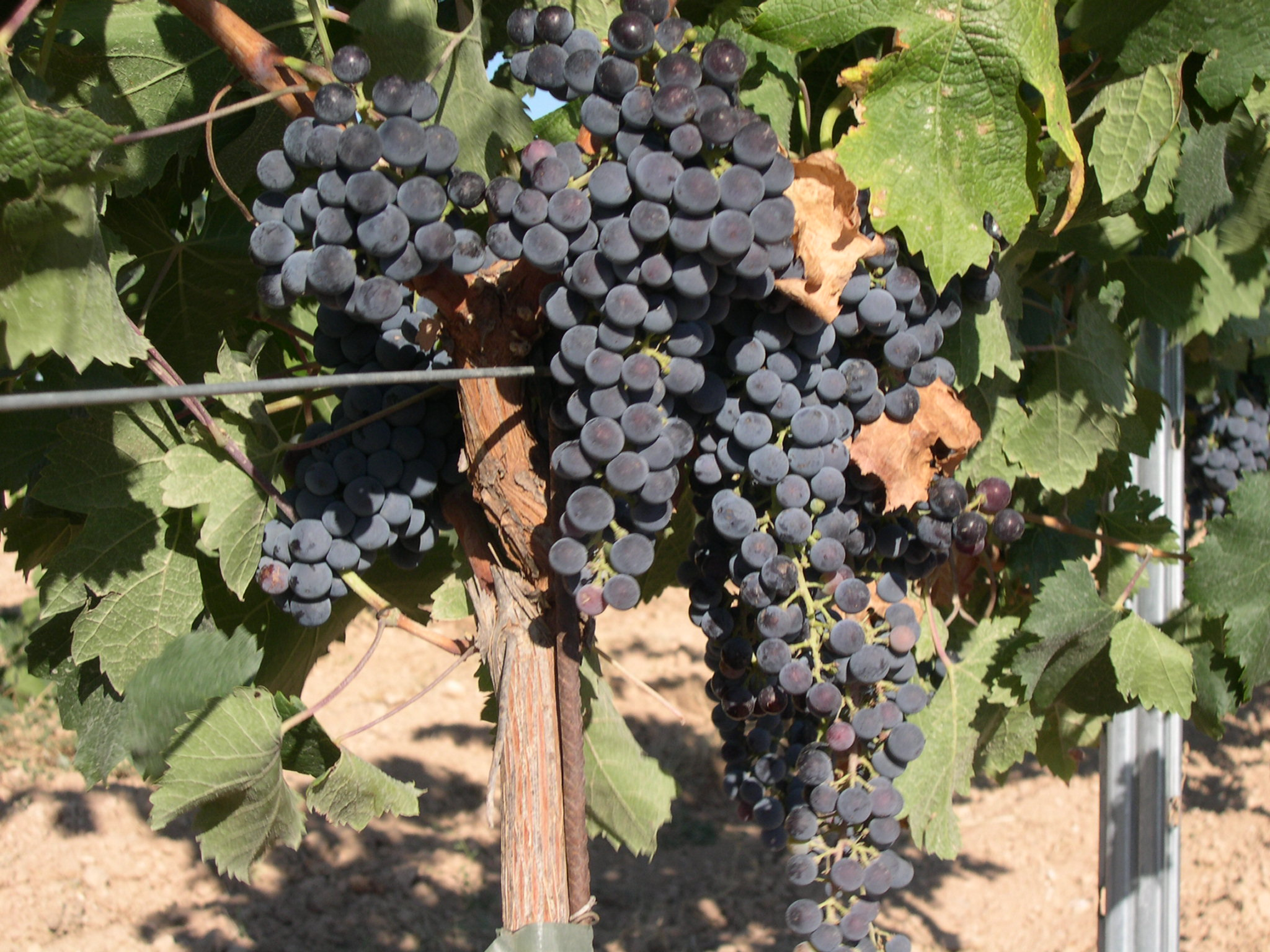
Grappes de merlot N.

### Pratiques culturales
Les vignes doivent selon le cahier des charges de l'appellation présenter une densité minimale à la plantation de 6 500 pieds par hectare, avec un écartement entre rangs qui ne peut être supérieur à 1,80 mètre et un écartement entre pieds sur un même rang qui ne peut être inférieur à 0,80 mètre.
Le décret de 2009 octroie une mesure transitoire pour les vignes en place à la date d'homologation du cahier des charges et présentant une densité de plantation comprise entre 5 000 et 6 500 pieds par hectare, leur permettant de continuer à bénéficier de l'appellation jusqu'à la récolte 2035 incluse. La presque totalité des châteaux classés grands crus ou crus bourgeois ont une densité de 8 000 à 10 000 pieds par hectare.
La taille est obligatoire. Elle est effectuée au plus tard au stade feuilles étalées (stade 9 de Lorenz). Les vignes sont taillées selon les techniques suivantes :
- taille à deux astes, guyot double ou taille médocaine, avec cinq yeux francs au plus par aste ;
- taille guyot simple et guyot mixte, avec sept yeux francs au plus par pied ;
- taille à cots, en éventail à quatre bras ou à deux cordons, avec douze yeux francs au plus par pied.

La hauteur de feuillage palissée doit être au minimum égale à 0,6 fois l'écartement entre les rangs, la hauteur de feuillage palissée étant mesurée en limite inférieure à 0,10 mètre sous le fil de pliage et en limite supérieure à la hauteur de rognage. L'effeuillage et la vendange en vert (sélection des meilleurs grappes voire éclaicissage manuel de celles-ci) sont presque généralisés.
La charge maximale moyenne à la parcelle est fixée à 9 500 kilogrammes de raisin par hectare. Cette charge correspond à un nombre maximal par pied de :
- 12 grappes par pied pour les cépages merlot N, cabernet franc N, carmenère N et côt N ;
- 14 grappes par pied pour le cépage cabernet sauvignon N ;
- 17 grappes par pied pour le cépage petit verdot N[3],[N 1].

### Rendements
Le rendement est fixé à un maximum de 55 hectolitres par hectare, avec la possibilité de faire des ajustements annuels déterminés en utilisant le système de rendement moyen décennal (RMD). Le rendement butoir est fixé à 65 hectolitres par hectare.
Le rendement réel est très proche du maximum autorisé par le cahier des charges, par exemple le rendement moyen pour l'ensemble de l'appellation lors des vendanges 2009 est en effet de 55,4 hectolitres par hectare,. Les crus les mieux classés déclarent le plus souvent des rendements autour de 45 à 50 hectolitres par hectare, permettant une plus grande concentration du vin.
Les rendements moyens déclarés ont été, pour l'ensemble de l'appellation :
| Année | Superficie (ha) | Production (hl) | Rendement (hl/ha) |
| ----- | --------------- | --------------- | ----------------- |
| 2017  | 4 760           | 162 771         | 34                |
| 2018  | 4 760           | 197 589         | 41                |
| 2019  | 4 837           | 204 449         | 42                |
| 2020  | 4 786           | 171 651         | 36                |
| 2021  | 4 752           | 161 618         | 34                |
| 2022  | 4 605           | 135 655         | 29                |
| 2023  | 4 521           | 183 087         | 40                |
| 2024  | 4 268           | 127 127         | 30                |

## Vins

### Titres alcoométriques
Les raisins sont considérés comme étant à bonne maturité à partir de 189 grammes de sucre par litre de moût pour le cépage merlot N et 180 grammes par litre de moût pour les autres cépages.
Le titre alcoométrique volumique naturel doit être au minimum de 11 % vol. d'alcool ; les vins ne doivent pas dépasser, après enrichissement, le titre alcoométrique volumique total de 13 % vol.

### Vinification et élevage

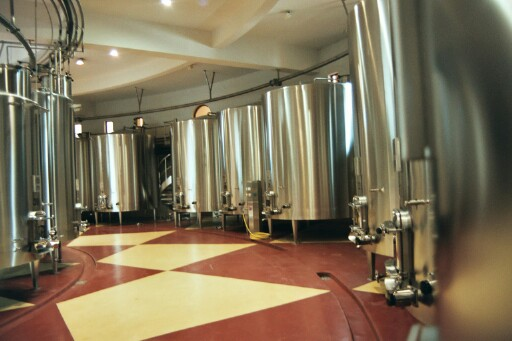
Cuverie en inox.

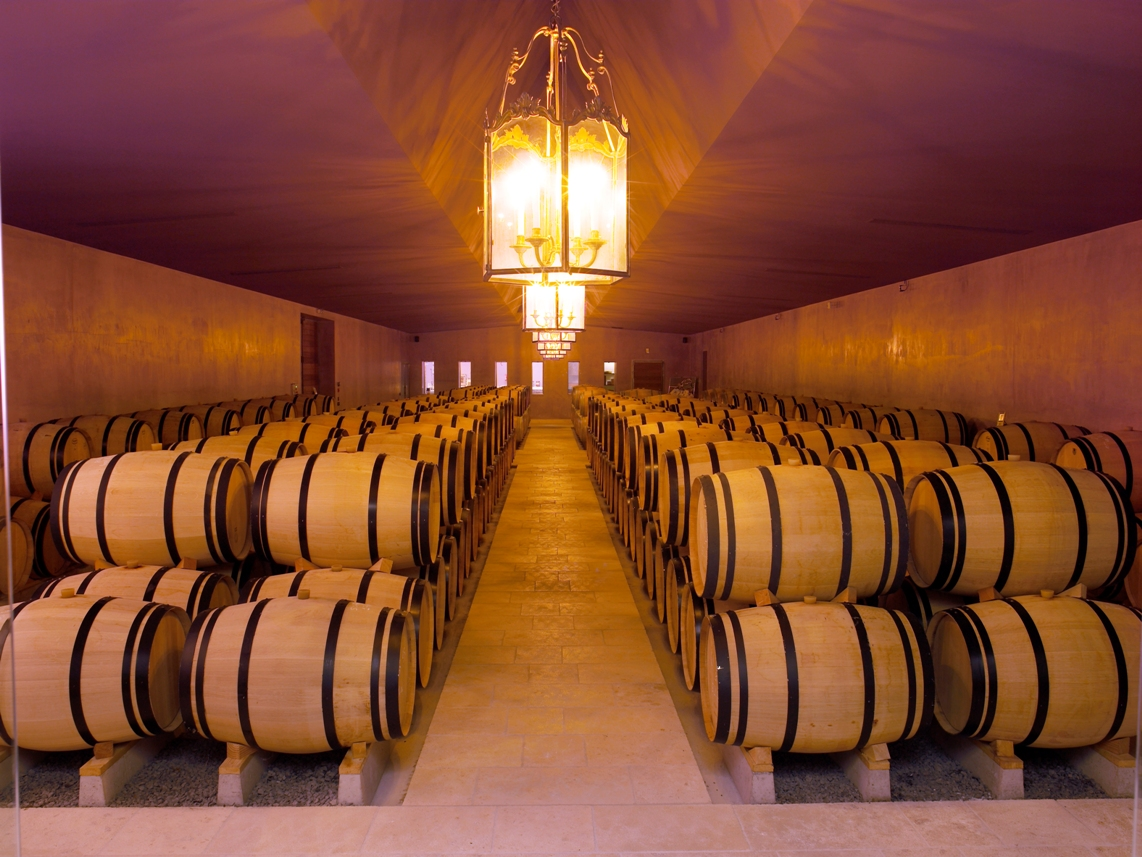
Chaie à barriques.

La récolte est mécanique ou plus souvent manuelle, ce qui permet un tri à la parcelle avec parfois l'utilisation de tables de tri spécifiques. Le transport se fait dans des remorques ou parfois en cagette. À l'arrivée au chai, les grappes de raisin sont éraflées, puis passent par des tables de tri, ce qui permet d'enlever les grappes pourries ou insuffisamment mûres, les feuilles mortes, les pétioles ou encore les insectes. La vendange peut alors être foulée  puis elle est mise en cuves, ces dernières peuvent être en inox, plus rarement en bois, presque toujours avec des systèmes de thermo-régulation.
Selon la température de récolte, la première étape de la vinification peut-être une macération pré-fermentaire à froid (5 à 15 °C), pendant laquelle il est possible de réaliser une « saignée » qui consiste à soutirer une petite partie du jus pour que le reste soit plus concentré (le jus de saignée est le plus souvent vinifié en rosé). Une autre technique de concentration parfois utilisée est l'osmose inverse, qui permet de retirer une partie de l'eau contenue dans le jus ; ces techniques soustractives d'enrichissement (TSE) sont fortement encadrées et autorisées dans la limite d'un taux de concentration maximum de 15 %.
L'étape suivante est la fermentation alcoolique qui consiste en la transformation du sucre en alcool par les levures, généralement conduite indépendamment pour chaque cépage, pendant une dizaine de jours.
Les températures de fermentation sont en moyenne de 28 à 30 °C. La chaptalisation est réalisée si le degré d'alcool naturel est insuffisant : cette pratique est réglementée au même titre que l'osmose inverse. Après la fin de la fermentation alcoolique, et selon la qualité de la vendange et le style que le vinificateur souhaite imprimer au vin, une macération post-fermentaire peut être réalisée. Au cours de celle-ci, la fermentation malolactique peut aussi se dérouler : elle se fait alors « sous-marc ».
Puis vient l'opération de décuvage : le marc est pressé pour obtenir du vin de presse, plus grossier avec des tanins plus astringents, qui est généralement séparé et travaillé en conséquence (enzymage, soutirage...), avant d'être éventuellement ré-assemblé à la cuvée sur dégustations (ce type de vin peut être « médecin » les années de faibles maturité où la cuvée manque de concentration).
La seconde fermentation est alors menée, il s'agit de la fermentation malolactique (transformation de l'acide malique en acide lactique). À l'issue de celle-ci, le vin obtenu doit répondre à des normes analytiques : la teneur en acide malique doit être inférieure ou égale à 0,2 gramme par litre et celle en sucres fermentescibles (glucose et fructose) inférieure ou égale à 3 grammes par litre. Compte tenu de la bonne fermentescibilité malolactique des vins de la zone (déclenchement rapide après la fermentation alcoolique), mais aussi des volumes élaborés par chai qui rendent plus difficile le suivi, la fermentation malolactique est généralement réalisée en cuves et non en barriques, comme en Bourgogne où les vins sont mis « chauds en fûts », ce qui constitue une différence traditionnelle entre les deux régions : il en résulte une différence de qualité dans le boisé des vins des deux régions, avec des nuances souvent plus vanillées sur les vins bordelais, les bactéries malolactiques dégradant l'acide vanillique apporté par le bois.
Le vin est alors soutiré, sulfité, les différentes cuvées sont assemblées et le tout est « descendu » en barriques de 225 litres dans lesquelles il va rester la durée de son élevage. Traditionnellement l'élevage se faisait sur 18 mois, ce qui imposait d'avoir un chai de deuxième année et des barriques vides pendant six mois, ce qui complique leur entretien. Par souci de rationalisation, la plupart des domaines ont réduit cette durée à douze mois, qui permet de « descendre » un millésime en barrique après avoir « remonté » le précédent en cuves. Dans ce contexte, les producteurs ont souvent augmenté la proportion de barriques neuves. Les barriques doivent être ouillées régulièrement, surtout lorsqu'elles sont neuves, et soutirées environ tous les trois mois à l'occasion duquel on pratique un sulfitage. L'élevage se termine généralement par le collage, traditionnellement réalisé au blanc d'œuf à raison de trois blancs, légèrement battus pour être moussant, par barrique auquel on ajoutait une pincée de sel, puis une filtration plus ou moins serrée, avant la mise en bouteille.
La durée de cet élevage est elle aussi réglementée : il est obligatoire jusqu'au 31 mai de l'année qui suit celle de la récolte ; le conditionnement n'est autorisé qu'à partir du 1er juin ; la teneur en acidité volatile (exprimée en H2SO4) et en soufre (SO2) est limitée.

### Gastronomie
Les caractéristiques d'un vin dépendent de son terroir, c'est-à-dire des nuances dans la composition du sol, dans son exposition ou son altitude, des choix faits dans l'encépagement (cépages, porte-greffes, âge, densité, etc.), des variations climatiques au cours d'une année, du travail fait dans les vignes (amendement du sol, labour, taille, désherbage chimique ou fauche, ébourgeonnage, vendange en vert, traitements, etc.), du moment choisi pour vendanger, de la façon de vendanger (machine à vendanger ou récolte manuelle, table de tri, éraflage, etc.), de vinifier (levurage, contrôle de la température, etc.) et d'élever le vin (en cuve ou en barrique, de bois neuf ou vieux, pendant six mois ou deux ans, etc.). Il y a donc une grande variété de styles parmi les haut-médocs.
D'une façon générale, les haut-médocs ont une robe allant du grenat au noir avec des reflets violets, un nez évoquant le plus souvent les fruits noirs ou rouges, le cuir et parfois les épices douces et la torréfaction, avec une bouche tannique et austère quand le vin est jeune. L'élevage en fûts de chêne neufs rajoute souvent des notes boisées et vanillées.
Les haut-médocs sont à boire après un minimum de vieillissement en cave (environ cinq ans après l'année de récolte), le passage en carafe une ou deux heures au moins avant le service est recommandé pour les bouteilles un peu trop jeunes. Les vins élaborés avec beaucoup de merlot N dans l'assemblage sont plus faciles à boire jeunes, ceux avec une part de cabernet franc N sont plus fruités, tandis que les assemblages largement dominés par le cabernet sauvignon N nécessitent une plus longue garde (minimum huit ans, avec un potentiel de garde autour de quinze ans) pour que les tanins s'adoucissent. Ces vins sont à consommer chambrés (aux environs de 18 °C), en accompagnement d'un plat de viande (viande blanche, viande rouge, ou gibier) ou d'un fromage.

## Économie

### Crus classés
L'appellation haut-médoc compte cinq propriétés classées en 1855 comme grands crus parmi les soixante du vignoble du Médoc :
- le troisième cru Château La Lagune (à Ludon-Médoc),
- le quatrième cru Château La Tour Carnet (à Saint-Laurent-Médoc),
- le cinquième cru Château Belgrave (à Saint-Laurent-Médoc),
- le cinquième cru Château Camensac (à Saint-Laurent-Médoc)
- et le cinquième cru Château Cantemerle (à Macau).

Ce classement est remis en cause car figé depuis le milieu du XIXe siècle, d'où des essais d'actualisation tel que le classement Liv-Ex.
En plus de ces crus classés, l'appellation haut-médoc compte 82 propriétés classées en 2003 comme crus bourgeois dont 31 crus bourgeois supérieurs, ainsi que 22 propriétés classés en 2006 comme crus artisans. En 2025, 53 producteurs furent classés parmi les crus bourgeois et dix parmi les crus artisans .

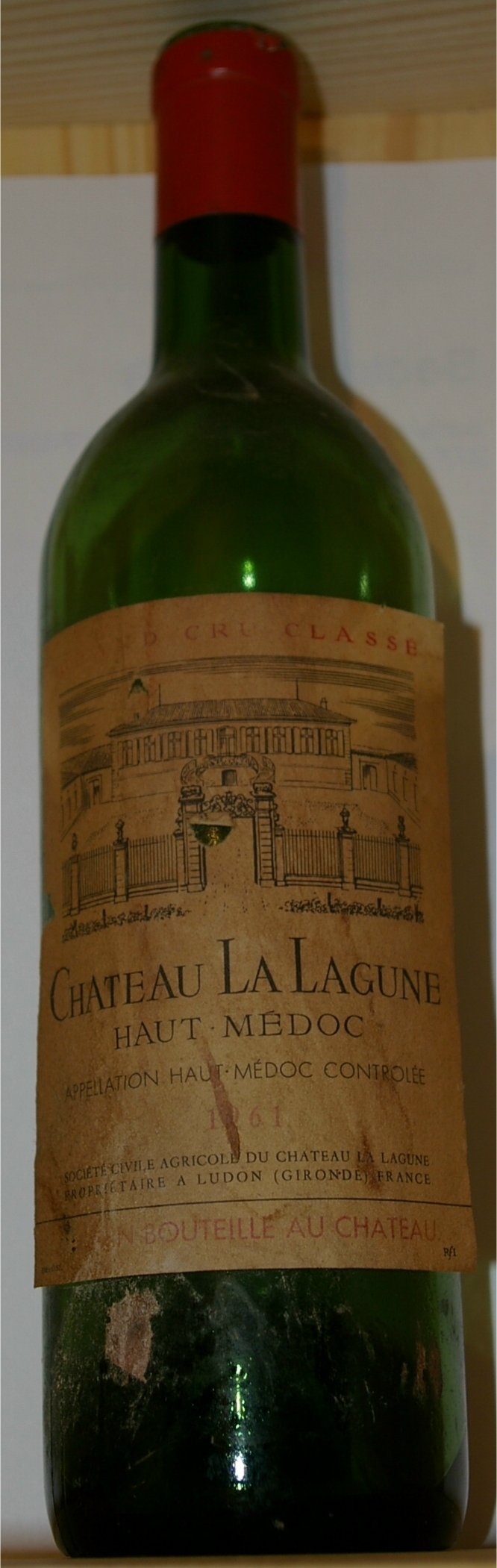
Château La Lagune 1961.
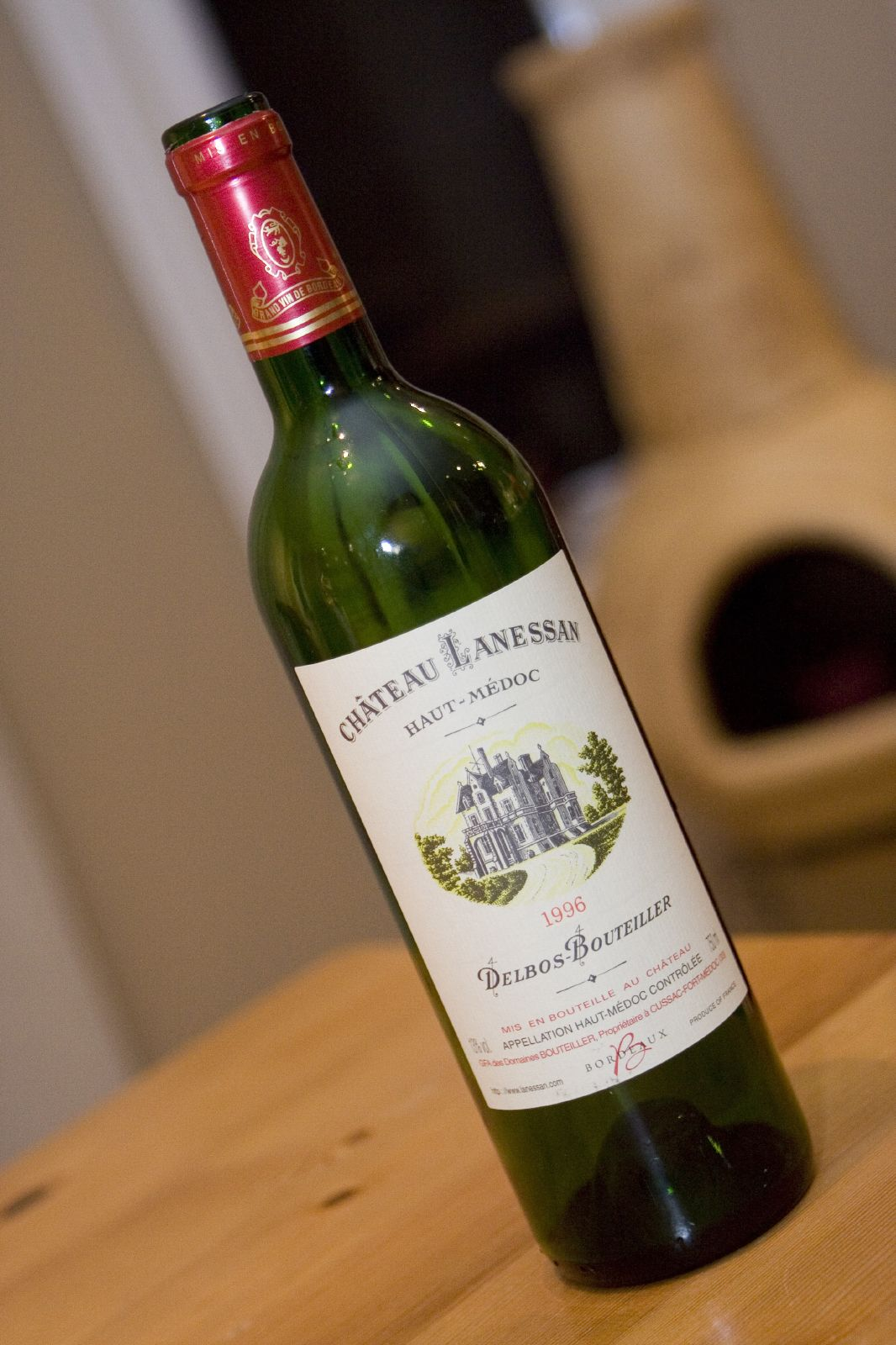
Château Lanessan 1996.
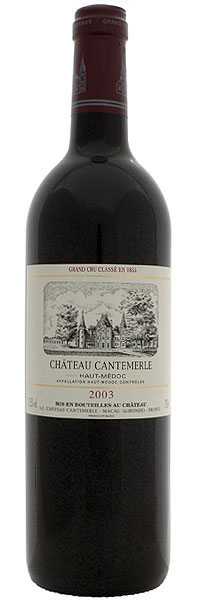
Château Cantemerle 2003.

### Hiérarchie des prix
Le prix de vente des vignes ayant droit à l'appellation haut-médoc est officiellement en 2023 de 50 000 euros l'hectare en moyenne (variant entre 30 000 et 140 000 €), tandis que pour l'appellation régionale médoc elles se vendent à une moyenne de 25 000 € (de 15 000 à 50 000 €). Pour les appellations communales, les prix s'envolent : 40 000 € pour du listrac (de 20 à 30 000), 70 000 € pour du moulis (de 40 à 90 000), 500 000 € pour du saint-estèphe (de 300 000 à 1,2 million), 1,5 million pour du margaux (de 1 à 2,5), 1,8 pour du saint-julien (de 1,2 à 2) et 3 millions d'€/ha pour du pauillac (2,2 jusqu'à 4,5, des prix qu'on ne retrouve que pour du pomerol ou quelques grands crus bourguignons). On est loin du prix pour un hectare de l'appellation générique bordeaux rouge à 9 000 €/ha (de 4 000 à 17 000) ou de la terre agricole en Gironde qui est à une moyenne de 7 590 €/ha.
Pour une comparaison entre les appellations, on peut aussi prendre les prix pratiqués en vrac (en € pour une tonneau de 900 litres) officiellement pour le calcul des fermages en 2023, qui fournissent une hiérarchie :
- 833,5 € (92,5 €/hl) pour du bordeaux rouge ;
- 1 329,5 € (147,5 €/hl) pour du médoc ;
- 1 588,5 € (176,5 €/hl) pour du haut-médoc ;
- 1 812,5 € (201,5 €/hl) pour du listrac ou du moulis ;
- 5 278,5 € (586,5 €/hl) pour du saint-estèphe ;
- 8 933 € (992,5 €/hl) pour du margaux ;
- 7 648 € (850 €/hl) pour du saint-julien ;
- 9 304 € (1 034 €/hl) pour du pauillac.

Les prix dans le commerce sont évidemment bien plus élevés, variant considérablement en fonction du nom du producteur.

### Producteurs
Il y a 392 viticulteurs sur l'appellation, dont 150 coopérateurs et 242 indépendants.